# Marco Della Noce
Marco Romano Della Noce (Milano, 23 gennaio 1958) è un comico, cabarettista e attore italiano.

## Biografia
Debutta nel 1988 nello spettacolo con il gruppo comico de La Carovana assieme a Cesare Gallarini, aggiudicandosi il premio della critica al Festival nazionale del Cabaret. Grazie a questa vittoria i due vengono notati da Antonio Ricci, che li vorrà nel programma comico Drive in. Nello stesso anno compare nello spot pubblicitario della Citroën AX Diesel recitando i panni di aiuto cameraman.
Negli anni novanta intraprende la collaborazione con la Gialappa's Band, partecipando a Mai dire Gol, e successivamente con Serena Dandini ne L'ottavo nano. Partecipa nelle vesti di attore a tre film. L'apparizione a Zelig lo renderà uno dei comici più noti del panorama nazionale. Il suo personaggio più noto è Oriano Ferrari, meccanico capotecnico ferrarista che chiama Claudio Bisio storpiando il suo cognome in Brosio e si diverte a fare scherzi al pilota Sochmacher (storpiatura del cognome di Michael Schumacher, celebre pilota tedesco della Ferrari).
Nel 2006 ha doppiato il personaggio di Luigi nel film di animazione Cars - Motori ruggenti, nel 2011 in Cars 2 e nel 2017 in Cars 3. Dal 7 novembre 2012 fa parte del gruppo di comici della trasmissione Made in Sud andata in onda, in edizione nazionale, su Rai 2, esibendosi nel personaggio di "Larsen", il microfonista della trasmissione. Dal 23 settembre 2013 a febbraio 2014 fa parte del cast di Striscia la notizia nei panni di Capitan Ventosa, in sostituzione di Luca Cassol; da febbraio 2014 gli subentra in tale ruolo Fabrizio Fontana.
Gli anni 2016 e 2017 sono stati molto difficili per Della Noce, a causa della separazione dalla moglie e delle difficoltà che ciò ha generato a livello economico, personale e lavorativo. A partire dal 2018 inizia il suo percorso di rinascita, ritornando a fare spettacoli live ed aumentando la sua presenza sui social media, con la creazione di un canale YouTube con una rubrica dedicata al mondo dei motori. Nel 2019 l'aumento delle serate e il ritrovato rapporto positivo con il pubblico lo portano alla creazione del nuovo format teatrale "Marco Della Noce - Il ritorno".

## Filmografia

### Cinema
- La grande prugna, regia di Claudio Malaponti (1999)
- Bibo per sempre, regia di Enrico Coletti (2000)
- Operazione Rosmarino, regia di Alessandra Populin (2002)

### Televisione
- Don Tonino, regia di Fosco Gasperi (1990) episodio 2.5 - serie TV
- Belli dentro - serie TV (2008-2012)
- La cena dei cretini - serie TV, regia di Cristian Biondani (2013)

### Doppiatore

#### Cinema
- Luigi in Cars - Motori ruggenti, Cars 2 e Cars 3

#### Videogiochi
- Luigi in Disney Infinity (2013)[3]

### Pubblicità
- Citroën AX Diesel (1988)

## Programmi televisivi
- Drive In (Italia 1, 1988)
- Telemeno (1989)
- Mai dire Gol (Italia 1, 1990-2001)
- Il TG delle vacanze (Canale 5, 1991-1992)
- Mondo Gabibbo (Italia 1, 1991)
- Zelig (Italia 1, 1998-2003; Canale 5, 2003-2008)
- Comici (Italia 1, 1998-1999)
- Saranno maturi (1999)
- Tribe generation (2000)
- L'ottavo nano (Rai 2, 2000-2001)
- Non facciamoci prendere dal panico (Rai 1, 2006)
- Made in Sud (Rai 2, 2012-2014)
- Striscia la notizia (Canale 5, 2013-2014) - inviato

## Teatro
- Che storia
- Non solo ciccioli (2003)
- Palco doppio palco (2014)

## Opere (parziale)
- Che storia!, Zelig editore, 2002.
- Sochmacher, Mondadori, 2002.
- Torna a scuola, Larsen!, Zelig editore, 2003.